# Ursula Jungherr
Ursula Jungherr (* 1946 in Heidelberg) ist eine deutsche Politikerin (CDU) und ehemalige Oberbürgermeisterin der Stadt Bad Homburg vor der Höhe.

## Ausbildung und Beruf
Ursula Jungherr besuchte 1957 bis 1966 das Kurfürst-Friedrich-Gymnasium in Heidelberg und studierte 1966 bis 1970 Rechtswissenschaften an der Universität Heidelberg. 1972 promovierte sie an der juristischen Fakultät der Universität Heidelberg über das Thema: „Die berufsständischen Sonderinteressen und das BGB“ zum Dr. jur. 1972/1973 studierte sie an der Hochschule für Verwaltungswissenschaften in Speyer und legte 1974 das Assessorexamen in Baden-Württemberg ab.
Am 2. September 1974 wurde sie zur Richterin ernannt und arbeitete bis zur Beurlaubung aus familiären Gründen am 11. Mai 1982 als Verwaltungsrichterin. Während der Zeit als Richterin war sie jeweils Richterrätin, später wurde sie in den Gesamtpersonalrat der Landesanwaltschaften Baden-Württemberg gewählt.
1982/83 übernahm sie einen Lehrauftrag an der Verwaltungsfachhochschule Hessen (Abteilung Frankfurt) für Dienstrecht. 1997 bis 1999 hatte sie erneut einen Lehrauftrag für Kommunalrecht an der Verwaltungsfachhochschule in Wiesbaden.
Ursula Jungherr ist verheiratet und hat zwei Söhne.

## Politik
Ursula Jungherr ist Mitglied der CDU. Für ihre Partei wurde sie am 12. März 1989 in die Stadtverordnetenversammlung der Stadt Bad Homburg v. d. H. gewählt. Von April 1993 bis Ende 1998 war sie dort Stadtverordnetenvorsteherin. 1997 bis 2001 war sie Abgeordnete beim Umlandverband Frankfurt und dort stellvertretende Vorsitzende des Verbandstages.
1999 wurde sie als hauptamtliche Stadträtin, Sozialdezernentin und Finanzdezernentin in den Magistrat Bad Homburgs gewählt. Ab dem 5. Februar 2003 wurde sie als Nachfolgerin Andreas Moschinski-Walds Bürgermeisterin und Stadtkämmerin.
Ursula Jungherr wurde in der Direktwahl am 2. August 2003 mit 51,7 Prozent der Stimmen zur Oberbürgermeisterin der Stadt Bad Homburg gewählt. Sie wurde damit seit dem 18. Dezember 2003 Nachfolgerin von Reinhard Wolters, dessen Wahl im Jahr 1998 vom Bundesverwaltungsgericht in Leipzig im Jahr 2003 für ungültig erklärt wurde.
Bei ihrer Bemühung um eine Wiederwahl konnte sie sich innerhalb der CDU nur knapp durchsetzen. Im ersten Wahlgang erreichte sie 39,0 Prozent der Stimmen und verlor mit 40,5 Prozent der Stimmen in der Stichwahl am 10. Mai 2009 gegen Michael Korwisi (Bündnis 90/Die Grünen), der als unabhängiger Kandidat (also nicht auf Vorschlag der Stadtverordnetenfraktion seiner Partei) gegen sie angetreten war.

## Weitere Ämter
Sie war Mitglied im Präsidium des Hessischen Städtetages und des Kommunalen Arbeitgeberverbandes Hessen. Bis 1974 war sie Kirchengemeinderätin an der Evangelischen Friedensgemeinde in Heidelberg-Handschuhsheim.
Ursula Jungherr ist Aufsichtsratsvorsitzende der Hessischen Akademie für musisch-kulturelle Bildung gGmbH (Landesmusikakademie Hessen).
Ursula Jungherr ist seit 2010 Präsidiumspräsidentin des Landesmusikrates Hessen e. V.
Ursula Jungherr ist Mitglied im Präsidium des Deutschen Musikrates e. V.
Ursula Jungherr ist seit Mai 2010 Mitglied im Rundfunkrat des Hessischen Rundfunks.